# Ectobius palpalis
Ectobius palpalis är en kackerlacksart som beskrevs av Lucien Chopard 1958. Ectobius palpalis ingår i släktet Ectobius och familjen småkackerlackor.
Artens utbredningsområde är Komorerna. Inga underarter finns listade i Catalogue of Life.